# Western & Southern Open 2017
Western & Southern Open 2017, také známý pod názvem Cincinnati Masters 2017, byl společný tenisový turnaj mužského okruhu ATP World Tour a ženského okruhu WTA Tour, hraný v areálu Lindner Family Tennis Center na otevřených dvorcích s tvrdým povrchem DecoTurf. Konal se mezi 12. až 20. srpnem 2017 v  americkém městě Mason, ležícím přibližně 35 kilometrů od centra ohijského Cincinnati. Událost probíhala jako 116. ročník mužského a 89. ročník ženského turnaje.
Mužská polovina byla po grandslamu zařazena do druhé nejvyšší kategorie okruhu ATP Masters 1000 a její dotace činila 5 244 930 amerických dolarů. Ženská část s rozpočtem 2 836 904 dolarů patřila do kategorie WTA Premier 5. Turnaj představoval součást severoamerické Emirates Airline US Open Series 2017 v jejím čtvrtém týdnu.
Nejvýše nasazenými hráči v soutěžích dvouher se stali druhý hráč žebříčku Rafael Nadal ze Španělska, jenž se po turnaji poprvé od července 2014 vrátil do čela mužské klasifikace, a česká světová jednička v roli obhájkyně titulu Karolína Plíšková. Jako poslední přímí účastníci do dvouher nastoupili jihokorejský 56. hráč pořadí Čong Hjon a ruská 47. žena klasifikace Jekatěrina Makarovová.
Premiérovou trofej z turnajů ATP World Tour Masters 1000 získal bulharský tenista Grigor Dimitrov, jenž v cestě za vítězstvím neztratil jediný set. Ženskou dvouhru ovládla Španělka Garbiñe Muguruzaová, která ve finále deklasovala Rumunku Simonu Halepovou a získala první trofej z turnaje WTA Premier 5. Mužského debla ovládl francouzský pár Pierre-Hugues Herbert a Nicolas Mahut. Účast na závěrečném Turnaji mistryň si zajistil vítězný tchajwansko-švýcarský pár Čan Jung-žan a Martina Hingisová v ženské čtyřhře, jehož členky získaly šestou trofej v sezóně.
Díky semifinálové účasti se Lucie Šafářová po skončení turnaje poprvé v kariéře stala světovou deblovou jedničkou. Poprvé v historii se tak po turnaji staly české tenistky světovými jedničkami singlového i deblového žebříčku WTA v témže vydání, když na prvním místě dvouhry figurovala Karolína Plíšková. Poprvé od července 2014 se na vrchol mužského žebříčku ATP vrátil Rafael Nadal a ke změně došlo i v deblové části mužské klasifikace, kde po skončení turnaje zahájil druhé období v roli světové jedničky Fin Henri Kontinen.

## Rozdělení bodů a finančních odměn

### Rozdělení bodů
| Soutěž       | vítězové | finalisté | semifinalisté | čtvrtfinalisté | 16 v kole | 32 v kole | 64 v kole | Q  | Q2 | Q1 |
| ------------ | -------- | --------- | ------------- | -------------- | --------- | --------- | --------- | -- | -- | -- |
| dvouhra mužů | 1000     | 600       | 360           | 180            | 90        | 45        | 10        | 25 | 16 | 0  |
| čtyřhra mužů | 1000     | 600       | 360           | 180            | 90        | 0         | —         | —  | —  | —  |
| dvouhra žen  | 900      | 585       | 350           | 190            | 105       | 60        | 1         | 30 | 20 | 1  |
| čtyřhra žen  | 900      | 585       | 350           | 190            | 105       | 5         | —         | —  | —  | —  |

### Finanční odměny
| Soutěž       | vítězové | finalisté | semifinalisté | čtvrtfinalisté | 16 v kole | 32 v kole | 64 v kole | Q2     | Q1     |
| ------------ | -------- | --------- | ------------- | -------------- | --------- | --------- | --------- | ------ | ------ |
| dvouhra mužů | $954 225 | $467 880  | $235 480      | $119 740       | $62 180   | $32 780   | $17 700   | $4 080 | $2 075 |
| dvouhra žen  | $522 450 | $260 970  | $128 335      | $60 105        | $29 100   | $14 965   | $7 850    | $3 275 | $1 987 |
| čtyřhra mužů | $295 500 | $144 670  | $72 570       | $37 250        | $19 250   | $10 160   | —         | —      | —      |
| čtyřhra žen  | $149 635 | $75 575   | $37 278       | $18 830        | $9 545    | $4 715    | —         | —      | —      |

## Dvouhra mužů

### Nasazení
| Stát                         | Hráč                  | ATP | Nasazení |
| ---------------------------- | --------------------- | --- | -------- |
| Španělsko                    | Rafael Nadal          | 2.  | 1.       |
| Švýcarsko                    | Roger Federer         | 3.  | 2.       |
| Rakousko                     | Dominic Thiem         | 7.  | 3.       |
| Německo                      | Alexander Zverev      | 8.  | 4.       |
| Japonsko                     | Kei Nišikori          | 9.  | 5.       |
| Kanada                       | Milos Raonic          | 10. | 6.       |
| Bulharsko                    | Grigor Dimitrov       | 11. | 7.       |
| Francie                      | Jo-Wilfried Tsonga    | 12. | 8.       |
| Belgie                       | David Goffin          | 13. | 9.       |
| Česko                        | Tomáš Berdych         | 14. | 10.      |
| Španělsko                    | Pablo Carreño Busta   | 15  | 11       |
| Španělsko                    | Roberto Bautista Agut | 16. | 12.      |
| USA                          | Jack Sock             | 17. | 13.      |
| USA                          | John Isner            | 19. | 14.      |
| USA                          | Sam Querrey           | 20. | 15.      |
| Lucembursko                  | Gilles Müller         | 21. | 16.      |
| Žebříček ATP k 7. srpnu 2017 |                       |     |          |

### Jiné formy účasti
Následující hráči obdrželi divokou kartu do hlavní soutěže:
- Jared Donaldson
- Stefan Kozlov
- Tommy Paul
- Frances Tiafoe

Následující hráči postoupili z kvalifikace:
- Alexandr Dolgopolov
- Christopher Eubanks
- Mitchell Krueger
- Maximilian Marterer
- John-Patrick Smith
- João Sousa
- Michail Južnyj

Následující hráči postoupili z kvalifikace jako tzv. šťastný poražený:
- Thomas Fabbiano
- Christian Harrison
- Ramkumar Ramanathan
- Janko Tipsarević

### Odhlášení
před zahájením turnaje
- Marin Čilić → nahradil jej  Čong Hjon
- Pablo Cuevas → nahradil jej  Kyle Edmund
- Novak Djoković (poranění lokte) → nahradil jej  Borna Ćorić[16]
- Roger Federer (poranění zad) → nahradil jej  Thomas Fabbiano
- Andy Murray (poranění kyčle) → nahradil jej  Daniil Medveděv
- Gaël Monfils → nahradil jej  Ramkumar Ramanathan
- Kei Nišikori (poranění pravého zápěstí) → nahradil jej  Janko Tipsarević
- Lucas Pouille → nahradil jej  Nikoloz Basilašvili
- Milos Raonic → nahradil jej  Christian Harrison
- Gilles Simon → nahradil jej  Jiří Veselý
- Stan Wawrinka (poranění kolene) → nahradil jej  Benoît Paire

## Mužská čtyřhra

### Nasazení
| Stát                                                                                  | Hráč                  | Stát       | Hráč          | ATP | Nasazení |
| ------------------------------------------------------------------------------------- | --------------------- | ---------- | ------------- | --- | -------- |
| Finsko                                                                                | Henri Kontinen        | Austrálie  | John Peers    | 5.  | 1.       |
| Polsko                                                                                | Łukasz Kubot          | Brazílie   | Marcelo Melo  | 5.  | 2.       |
| Spojené království                                                                    | Jamie Murray          | Brazílie   | Bruno Soares  | 11. | 3.       |
| USA                                                                                   | Bob Bryan             | USA        | Mike Bryan    | 14. | 4.       |
| Francie                                                                               | Pierre-Hugues Herbert | Francie    | Nicolas Mahut | 22. | 5.       |
| Jižní Afrika                                                                          | Raven Klaasen         | USA        | Rajeev Ram    | 27. | 6.       |
| Indie                                                                                 | Rohan Bopanna         | Chorvatsko | Ivan Dodig    | 31. | 7.       |
| Rakousko                                                                              | Oliver Marach         | Chorvatsko | Mate Pavić    | 34. | 8.       |
| Žebříček ATP k 7. srpnu 2017; číslo je součtem žebříčkového postavení obou členů páru |                       |            |               |     |          |

### Jiné formy účasti
Následující páry obdržely divokou kartu do hlavní soutěže:
- Jared Donaldson /  Stefan Kozlov
- Jack Sock /  Jackson Withrow

### Odhlášení
v průběhu turnaje
- Roberto Bautista Agut

## Ženská dvouhra

### Nasazení
| Stát                         | Hráčka                 | WTA | Nasazení |
| ---------------------------- | ---------------------- | --- | -------- |
| Česko                        | Karolína Plíšková      | 1.  | 1.       |
| Rumunsko                     | Simona Halepová        | 2.  | 2.       |
| Německo                      | Angelique Kerberová    | 3.  | 3.       |
| Španělsko                    | Garbiñe Muguruzaová    | 4.  | 4.       |
| Ukrajina                     | Elina Svitolinová      | 5.  | 5.       |
| Dánsko                       | Caroline Wozniacká     | 6.  | 6.       |
| Spojené království           | Johanna Kontaová       | 7.  | 7.       |
| Rusko                        | Světlana Kuzněcovová   | 8.  | 8.       |
| USA                          | Venus Williamsová      | 9.  | 9.       |
| Polsko                       | Agnieszka Radwańská    | 10. | 10.      |
| Slovensko                    | Dominika Cibulková     | 11. | 11.      |
| Lotyšsko                     | Jeļena Ostapenková     | 12. | 12.      |
| Francie                      | Kristina Mladenovicová | 13. | 13.      |
| Česko                        | Petra Kvitová          | 14. | 14.      |
| Lotyšsko                     | Anastasija Sevastovová | 16. | 15.      |
| USA                          | Madison Keysová        | 17. | 16.      |
| Žebříček WTA k 7. srpnu 2017 |                        |     |          |

### Jiné formy účasti
Následující hráčky obdržely divokou kartu do hlavní soutěže:
- Océane Dodinová
- Maria Šarapovová[17]
- Sloane Stephensová

Následující hráčky postoupily z kvalifikace:
- Françoise Abandová
- Ashleigh Bartyová
- Verónica Cepedeová Roygová
- Camila Giorgiová
- Beatriz Haddad Maiová
- Aleksandra Krunićová
- Varvara Lepčenková
- Magda Linetteová
- Mónica Puigová
- Aljaksandra Sasnovičová
- Taylor Townsendová
- Donna Vekićová

Následující hráčka postoupila z kvalifikace jako tzv. šťastná poražená:
- Natalja Vichljancevová

#### Odhlášení
před zahájením turnaje
- Maria Šarapovová → nahradila ji  Natalja Vichljancevová
- Samantha Stosurová → nahradila ji  Julia Görgesová

## Ženská čtyřhra

### Nasazení
| Stát                                                                                    | Hráčka                | Stát      | Hráčka                | WTA | Nasazení |
| --------------------------------------------------------------------------------------- | --------------------- | --------- | --------------------- | --- | -------- |
| Rusko                                                                                   | Jekatěrina Makarovová | Rusko     | Jelena Vesninová      | 6.  | 1.       |
| Čínská Tchaj-pej                                                                        | Čan Jung-žan          | Švýcarsko | Martina Hingisová     | 11. | 2.       |
| Česko                                                                                   | Lucie Šafářová        | Česko     | Barbora Strýcová      | 12. | 3.       |
| Indie                                                                                   | Sania Mirzaová        | Čína      | Pcheng Šuaj           | 19. | 4.       |
| Maďarsko                                                                                | Tímea Babosová        | Česko     | Andrea Hlaváčková     | 26. | 5.       |
| Česko                                                                                   | Lucie Hradecká        | Česko     | Kateřina Siniaková    | 30. | 6.       |
| Austrálie                                                                               | Ashleigh Bartyová     | Austrálie | Casey Dellacquová     | 30. | 7.       |
| USA                                                                                     | Abigail Spearsová     | Slovinsko | Katarina Srebotniková | 45. | 8.       |
| Žebříček WTA k 7. srpnu 2017; číslo je součtem žebříčkového postavení obou členek páru. |                       |           |                       |     |          |

### Jiné formy účasti
Následující pár obdržel divokou kartu do hlavní soutěže:
- Alexa Glatchová /  Caty McNallyová

Následující pár nastoupil z pozice náhradníka:
- Ljudmyla Kičenoková /  Lesja Curenková

### Odhlášení
před turnajem
- Jekatěrina Makarovová

## Přehled finále

### Mužská dvouhra
- Grigor Dimitrov vs.  Nick Kyrgios, 6–3, 7–5

### Ženská dvouhra
- Garbiñe Muguruzaová vs.  Simona Halepová, 6–1, 6–0

### Mužská čtyřhra
- Pierre-Hugues Herbert /  Nicolas Mahut vs.  Jamie Murray /  Bruno Soares, 7–6(8–6), 6–4

### Ženská čtyřhra
- Čan Jung-žan /  Martina Hingisová vs.  Sie Šu-wej /  Monica Niculescuová, 4–6, 6–4, [10–7]